# Senza averti qui
Senza averti qui è un singolo degli 883, il primo estratto dal terzo album del gruppo La donna il sogno & il grande incubo.
La canzone è stata presentata al 45º Festival di Sanremo da Max Pezzali, dopo l'uscita dell'altra metà del gruppo Mauro Repetto. Il brano si classificherà all'8º posto nella classifica finale della kermesse canora.
Il brano è contenuto anche nelle raccolte Gli anni, Love/Life e TuttoMax.

## Tracce
1. Senza averti qui (stereo A+B)
2. Senza averti qui (arrangiamento canale A)
3. Senza averti qui (arrangiamento canale B)
4. Senza averti qui (strumentale karaoke)

## Formazione
- Max Pezzali - voce
- Jacopo Corso - chitarra solista
- Roberto Priori - chitarra ritmica
- Sandro Verde - tastiera
- Leandro Misuriello - basso